# 惠靈 (密蘇里州)
惠靈（英語：Wheeling）是位於美國密蘇里州利文斯頓縣的城市。

## 人口
根據2020年美國人口普查的數據，惠靈的面積為0.83平方千米，皆為陸地。當地共有人口220人，而人口密度為每平方千米265人。